# USS Tucumcari (PGH-2)
USS Tucumcari (PGH-2) byl křídlatý dělový člun amerického námořnictva. Plavidlo sloužilo k ověření koncepce rychlých pobřežních bojových lodí. Novinkou byl pohon pomocí vodních trysek. Na základě člunu Tucumcari byly vyvinuty italské raketové čluny třída Sparviero.

## Stavba
Plavidlo bylo objednáno roku 1966. Postavila jej loděnice korporace Boeing v Seattlu, aby vyzkoušela svou koncepci křídlových člunů Jetfoil (později užita u civilních lodí Boeing 929 Jetfoil). Dělový člun USS Flagstaff (PGH-1) byl naopak konkurenčním projektem společnosti Grumman. Stavba člunu Tucumcari byla zahájena 1. září 1966, přičemž trup byl na vodu spuštěn 16. července 1968. Hotový člun byl do služby přijat 7. března 1967.

## Konstrukce

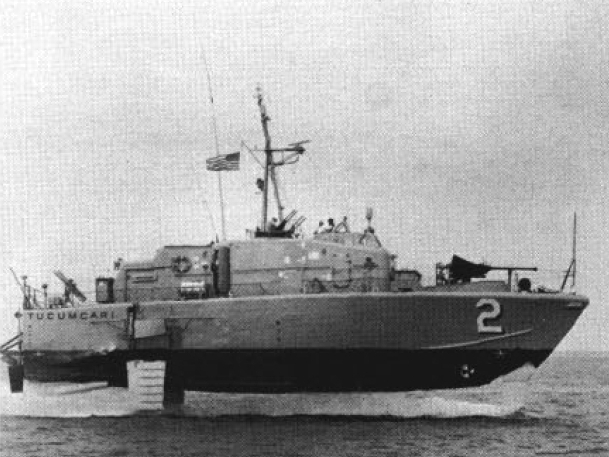
Tucumcari

Výzbroj tvořil jeden 40mm kanón Bofors, dva dvojité 12,7mm kulomety M2HB a jeden 81mm minomet (od roku 1971 nahrazen jinou zbraní). Pohonný systém byl koncepce CODOG. Při plavbě nízkou rychlostí loď pomocný diesel o výkonu 160 hp. V bojové situaci pohon zajišťovala plynová turbína Bristol Proteus o výkonu 3000 hp a vodní trysky. Nejvyšší rychlost přesahovala 40 uzlů (dle některých pramenů až 50 uzlů).

## Operační služba

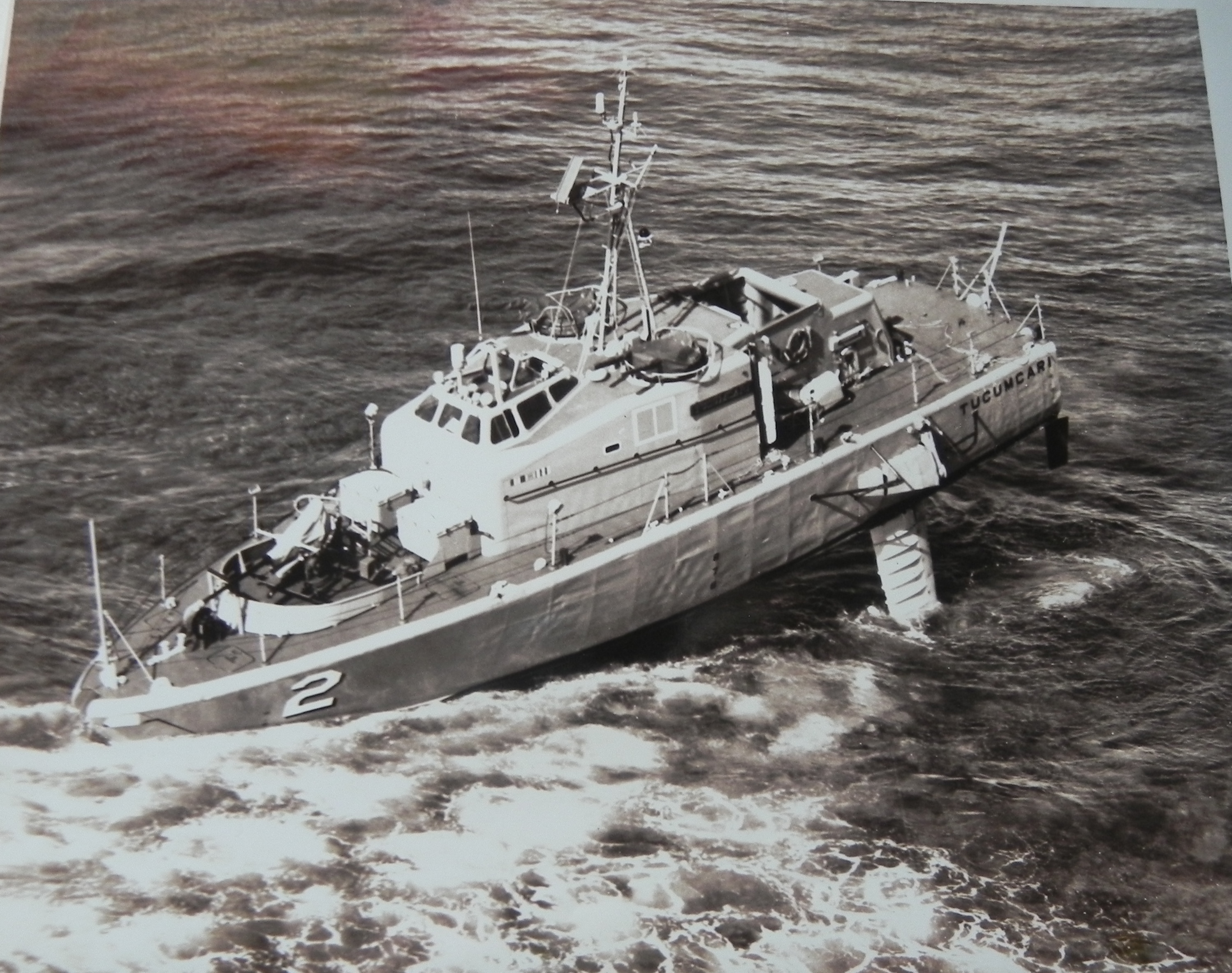
Tucumcari po najetí na útes

Na přelomu let 1969–1970 byl člun na několik měsíců zkušebně nasazen při pobřežním hlídkování ve Vietnamské válce. Do San Diega se vrátil v březnu 1970. Dne 16. listopadu 1972 byl člun těžce poškozen, když ve vysoké rychlosti najel na korálový útes u ostrova Vieques v Portoriku. Protože by oprava byla neekonomická, byl v listopadu 1973 vyškrtnut z námořního registru a následně krátce používán Naval Ship and Research Development Center v Annapolisu k pokusům. V roce 1973 byl sešrotován.